# Aleksej Svirin
Aleksej Svirin, född den 15 december 1978 i Moskva i Ryssland, är en rysk roddare.
Han tog OS-guld i scullerfyra i samband med de olympiska roddtävlingarna 2004 i Aten.